# Hélia Correia
Pour les articles homonymes, voir Correia.
Œuvres principales
- Lillias Fraser (roman, 2001)
- Contos (nouvelles, 2008)
- A Terceira Miséria (poésie, 2012)

Hélia Correia (Lisbonne, 1949) est une poétesse, romancière, nouvelliste, traductrice littéraire et dramaturge portugaise, lauréate du prix Camões 2015.
Quoiqu’ayant débuté dans la poésie, elle se fit un nom au Portugal par des publications en prose — romans, contes, théâtre et littérature de jeunesse — d’une nature très diverse, mais montrant des affinités avec le réalisme magique latino-américain et certains auteurs britanniques, tels qu’Iris Murdoch ou Emily Brontë, et trouvant dans le théâtre grec classique ses points de référence, à la lumière desquels elle s’attache à décrypter le monde contemporain.

## Biographie
Hélia Correia naquit en 1949 à Lisbonne, de parents antifascistes, et grandit à Mafra, localité d’origine de sa mère, située à une trentaine de km (à vol d’oiseau) au nord-ouest de la capitale,. Elle y vécut au milieu d’un groupe d’opposants au régime salazariste, parmi lesquels, au premier chef, son propre père, qui avait fait un séjour en prison avant la naissance de sa fille. Elle bénéficia, selon ses propres dires, « d’une éducation extrêmement progressiste, très égalitaire, et aucunement sexiste, en complet décalage par rapport à l’éducation normale de cette époque ». En plus d’être tolérants, ses parents étaient aussi de grands liseurs, se laissant souvent entraîner dans des discussions littéraires, où le père queirosien faisait la réplique à la mère camilienne. Elle eut, dit-elle, une « enfance heureuse, très libre et créative », encore que sous la menace permanente et terrifiante de la PIDE, la police politique du régime, et dans la crainte constante de voir ses parents incarcérés, ce qui lui imposait mutisme et dissimulation.
Après qu’elle eut appris à lire à l’âge de quatre ans, par les soins d’une sienne amie de quatre ans son aînée, dans le grenier d’un des enfants du groupe d’opposants de Mafra, elle se mit à dévorer tous les livres qui lui tombaient sous la main, au risque de lire des écrits peu en accord avec son âge, tels que p. ex. l'Homme qui rit, qui fait, aujourd’hui encore, partie de ses pires frayeurs et lui fit prendre en horreur Victor Hugo. Quand elle eut six ans, le médecin de famille diagnostiqua chez elle un état d’« épuisement », prescrivit que les livres fussent mis hors de sa portée et persuada son père de la garder hors de l’école cette année-là. Pour se tirer de l’ennui, elle assista alors aux leçons de l’école depuis l’extérieur, à travers la fenêtre de la salle de classe que l’institutrice gardait toujours ouverte.
Après sa formation primaire à Mafra, elle suivit l’enseignement secondaire à Lisbonne, puis obtint une licence en philologie romane à la faculté de Lettres de l’université de Lisbonne. C’est vers le début de ses études universitaires qu’elle commença, âgée de 18 ans, à publier des poèmes dans les suppléments littéraires de revues et journaux de cette époque, notamment dans Diário de Lisboa Juvenil, dirigé par l’écrivain et journaliste Mário Castrim. Elle compléta sa formation par un postgraduat en théâtre classique et fut professionnellement active comme professeur de littérature portugaise dans l'enseignement secondaire.
En 2011, elle apporta son soutien à la candidature de Manuel Alegre aux élections présidentielles portugaises.

## Carrière littéraire et œuvre
Abstraction faite des poésies qu’encore étudiante elle avait publiées de façon éparse dans des journaux et revues, Hélia Correio débuta en 1981 avec une œuvre en prose : O Separar das Águas (litt. la Séparation des eaux), bientôt suivie en 1982 d’O Número dos Vivos (le Nombre des vivants). Plus tard, elle fit paraître A Casa Eterna (la Maison éternelle, 2000), couronné du Prémio Máxima de Literatura, Lillias Fraser, qui lui valut en 2001 le Prémio de Ficção do Pen Club et en 2002 le Prémio D. Dinis, Bastardia, récompensé à nouveau par le Prémio Máxima de Literatura en 2006, et Adoecer (Tomber malade, 2010), prix de la Fondation Inês de Castro. De 2014 date le recueil de nouvelles Vinte degraus e outros contos (litt. Vingt Marches et autres contes), distingué par le Grand Prix du conte Camilo Castelo Branco. Au milieu de ces cinq volumes de prose parus dans la décennie 1980 s’intercale A Pequena Morte / Esse Eterno Canto (litt. la Petite Mort / Ce Chant éternel), livre de poésies composé en collaboration avec son compagnon Jaime Rocha, pseudonyme littéraire du journaliste Rui Ferreira de Sousa.
Quoiqu’elle ait donc débuté avec de la poésie (et que l’on puisse arguer qu’elle n’a jamais cessé d’être poète, attendu qu'elle introduit la poésie dans tout ce qu’elle produit), c’est néanmoins comme prosatrice qu’elle acquit sa notoriété et la reconnaissance critique, par des œuvres où l’on perçoit une parenté avec le réalisme magique — filiation que l’auteur ne cherche pas à répudier : « Je ne vais pas nier l’importance qu’eut pour moi le réalisme magique sud-américain », déclare-t-elle, mais tient à souligner du reste qu’elle n’a jamais eu de « projet d’écriture » défini. De fait, son œuvre témoigne également d’autres influences déterminantes : Camilo Castelo Branco, les sœurs Brontë, en particulier les Hauts de Hurlevent (« Emily Brontë est une personne de ma maison, elle vit avec moi », dit-elle), les peintres préraphaélites (« Ce sont des gens avec lesquels je me sens beaucoup d’intimité, davantage qu’avec nombre de vivants de mon quotidien »), et les classiques grecs pour ce qui touche à sa production théâtrale. De façon générale cependant, ses affinités l’orientent plutôt vers la culture anglaise.
À partir des années 1990, elle publia plusieurs œuvres théâtrales, puis, au début du XXIe siècle, en 2001, ce qui est sans doute son ouvrage le plus coté, Lillias Fraser, roman dont l’action se situe entre 1746 et 1762, au Portugal et en Écosse, et qui met notamment en scène le tremblement de terre de Lisbonne, lequel pousse l’héroïne à fuir la capitale pour Mafra.
Selon l’essayiste et poète Pedro Mexia, membre du jury du prix Camões qui en 2015 attribua à Hélia Correio la plus haute distinction littéraire de l’aire lusophone, l’une des raisons qui motivèrent le choix du jury fut la polyvalence de l’écrivaine lisboète quant aux styles d’écriture et aux genres. Hélia Correia non seulement pratique tous les genres — roman, nouvelle, conte, théâtre, poésie, littérature de jeunesse —, mais ses livres sont tous très dissemblables entre eux. Un autre élément d’appréciation important fut, toujours selon Pedro Mexia, « le dialogue que l’auteur établit avec les traditions : avec l’antiquité classique, surtout grecque » et « avec un imaginaire qui n’est pas à proprement parler magique, mais tellurique plutôt, un imaginaire aussi de fées et d’êtres fantastiques. (…) Il y a dans sa littérature également un côté gothique et des références à la littérature contemporaine, références qui vont d’un personnage de José Saramago jusqu’aux livres de la littérature anglaise, les auteurs de l’époque victorienne, les sœurs Brontë et les préraphaélites ».
Son éditeur Francisco Vale, de la maison d’édition A Relógio D'Água, qui affirme accepter inconditionnellement de publier tout ce que lui apporte Hélia Correia, indique qu’elle « est l’un des écrivains qui manie le mieux la langue portugaise (…) ; son portugais est très fécond. Elle possède un style propre, avec une grande précision de langage. Chaque phrase présente le nombre exact de syllabes. C’est là le niveau auquel elle hisse la rigueur d’écriture ».
Pour Rosa Maria Martelo, professeur à la faculté de lettres de l’université de Porto, l’aspect le plus séduisant  de l’œuvre d’Hélia Correia est la façon dont l’auteur articule registre narratif et tonalités poétiques, combine des éléments de notre quotidien avec le fantastique, pour aboutir à une écriture hybride au moyen de laquelle elle réalise une fuite hors du réalisme, sans jamais cependant cesser de porter une attention très directe au monde où nous vivons. 
Un exemple particulièrement réussi de cette alliance très efficace entre inactuel et actuel, entre localisé et universel, est selon Rosa Martelo le recueil de poèmes A Terceira Miséria, publié en 2012 et primé par le prix Correntes d’Escritas, qui signa son retour saisissant en poésie et dans lequel Hélia Correia anticipa ce qui allait se produire en Grèce et voulut attirer l’attention sur la nécessité de résoudre le problème de la Grèce comme si c’était notre problème à nous tous, faisant partie intégrante de notre projet de monde à nous tous, en tant qu’humains. Dans le livre, qui « davantage que comme une simple collection de poèmes, se présente comme un seul et long poème en plusieurs parties, construit sur la base d’une matrice classique européenne, où le présent est interprété à la lumière de la Grèce classique, afin de réfléchir sur des questions fondamentales de l’Occident, la poétesse réussit, poursuit Rosa Maria Martelo, à démontrer comment tout ce qui appartient à notre tradition et à notre culture nous rend à même de saisir le monde contemporain dans toute sa complexité et nous pourvoit en même temps des outils intellectuels nécessaires nous permettant de sauvegarder l’humain. À travers ce livre, qui fut couronné par le prix Correntes d'Escritas à l’unanimité du jury, Hélia Correia dit avoir voulu rendre hommage à la civilisation grecque où, souligne-t-elle, « tout était fait à la mesure de l’Homme, et pour l’Homme, et l’Homme en avait conscience. Depuis lors, nous avons perdu cette notion. Le monstre s’appelle économie, mais il me déplaît de dire cela, d’autant qu’‘économie’ est un joli mot grec, qui signifie ‘loi de la maison’, la gestion harmonieuse de la maison. Notre économie n’a plus rien à voir avec cela. ».
Les romans Adoecer et Lillias Fraser montrent une Hélia Correia fort proche du langage et de l’atmosphère des écrivains anglais, comme Iris Murdoch, mais aussi de la peinture des préraphaélites Dante Gabriel Rossetti, John Everett Millais ou Elizabeth Siddal, qui l’inspirèrent, en particulier à créer le personnage de Lizzie lors de la rédaction d’Adoecer, personnage marqué à la fois par l’amour et la maladie, par la salvation et la damnation. Lizzie et Lillias font figure de personnages exemplaires, ballottés entre force de caractère et pathos, typiques des protagonistes féminins des romans d’Hélia Correia.
Outre sa création littéraire propre, on lui doit diverses traductions d'œuvres de la littérature étrangère.

## Œuvres d'Hélia Correia

### Prose
- 1981 – O Separar das Águas
- 1982 – O Número dos Vivos
- 1983 – Montedemo
- 1985 – Villa Celeste
- 1987 – Soma
- 1988 – A Fenda Erótica
- 1991 – A Casa Eterna
- 1996 – Insânia
- 2001 – Lillias Fraser
- 2001 – Antartida de mil folhas
- 2002 – Apodera-te de mim
- 2008 – Contos
- 2014 – Vinte degraus e outros contos
- 2018 - Um Bailarino na Batalha
- 2023 - Certas Raízes

### Poésie
- 1986 – A Pequena Morte / Esse Eterno Canto
- 2012 – A Terceira Miséria
- 2020 - Acidentes

### Théâtre
- 1991 – Perdição, Exercício sobre Antígona
- 1991 – Florbela
- 2000 – O Rancor, Exercício sobre Helena
- 2005 – O Segredo de Chantel
- 2008 – A Ilha Encantada (pièce pour le jeune public, d'après Shakespeare)

### Livres de jeunesse
- 1988 – A Luz de Newton (sept récits sur les couleurs)[5]
- 2021 - Inventor de Vendavais